# Combined Harare Residents Association
Combined Harare Residents Association (CHRA) ist eine Dachorganisation für Bürgervereinigungen im Gebiet von Harare in Simbabwe.
CHRA betreut ein Gebiet mit 3,5 Millionen Menschen (1,5 Millionen in Harare und 2 Millionen in den umliegenden Gemeinden, einschließlich Chitungwiza, Norton und Ruwa). Der soziale Brennpunkt Epworth wird nicht betreut.
CHRA wurde 1999 mit dem Ziel gegründet, die Interessen der Bürger beim Stadtrat und bei der Regierung zu vertreten. Dazu gehören rechtliche Beratung und Vertretung. Die politischen Felder der CHRA sind Bürgerinitiativen, Demokratie, Erziehung, Umwelt, Kommunalpolitik, Dokumentation und Information.
In der Zeit der politischen Unruhen bringt die Organisation klare Kritik an allen Beteiligten, ohne sich auf eine Seite zu stellen, sie versteht sich als „watchdog“.
Beispielsweise wurde die Stadtverwaltung von Harare gerichtlich verpflichtet, die Versorgung mit sauberem Trinkwasser sicherzustellen. Das Gericht entsprach damit einer CHRA-Klage.